# Ulrich Lepper
Ulrich Lepper (* 1950 in Düsseldorf) ist ein deutscher Verwaltungsjurist.
Er war seit Januar 2010 Landesbeauftragter für den Datenschutz des Landes Nordrhein-Westfalen und Nachfolger von Bettina Sokol, die als Präsidentin des Landesrechnungshofs nach Bremen gewechselt ist. FDP-Mitglied Lepper war zuvor bei der Bezirksregierung Arnsberg und lange Zeit auch im Innenministerium Nordrhein-Westfalen tätig, wo er unter anderem sieben Jahre als Referatsleiter für den Datenschutz verantwortlich war. Zuletzt war er Regierungsvizepräsident in Düsseldorf.
Helga Block wurde am 4. September 2015 zu seiner Nachfolgerin gewählt.